# Neochthonius amplus
Neochthonius amplus är en spindeldjursart som först beskrevs av R. O. Schuster 1962.  Neochthonius amplus ingår i släktet Neochthonius och familjen käkklokrypare. Inga underarter finns listade i Catalogue of Life.